# Palestina (província romana)
Palestina o Síria-Palestina, per bé que el primer nom és el més comunament usat, fou una província romana establerta probablement després de la revolta jueva de Bar Kokhebà aplacada l'any 135. Es va formar amb el territori de la Judea romana primer depenent del prefecte de província de Síria, i separada des del final de la primera revolta l'any 73, amb les regions de Judea, Galilea, Samària i Perea.
El nom fou posat expressament per recordar la poca importància de la província (part de Síria) i per fer oblidar el nom de 'Judea'. També fou canviat el nom de Jerusalem que va esdevenir Aelia Capitolina. El nom pràctic fou de fet el de Palestina.
La Legio VI Ferrata va estar acantonada a Palestina. Va subsistir fins finals del segle IV quan es va dividir en dues províncies: Palestina Primera i Palestina Segona. El Regne dels Nabateus es va convertir després del 104 en territori romà que amb altres territoris va formar la província d'Aràbia Pètria, i el 294 fou rebatejada Palestina Salutaris; a finals del segle IV va esdevenir la Palestina Tercera.